# The Elephant in the Room
The Elephant in the Room — восьмой студийный альбом Fat Joe, выпущенный 11 марта 2008 года.

## Об альбоме
Список приглашённых артистов и продюсеров включает в себя Cool & Dre, Lil Wayne, Swizz Beatz, J.Hoiday, Plies, DJ Premier и KRS-One.
«The Crackhouse» стала первой песней, доступной для публики до выхода альбома. Также её можно услышать в игре Grand Theft Auto IV. Но первым синглом стала композиция «I Won't Tell» при участии J.Holiday, расположившаяся на 12 строчке чарта U.S. Billboard Hot R&B/Hip-Hop Songs.
Существует две версии песни «300 Brolic»: оригинальная версия 2007 года и альбомная, где изменён бит. 30 января 2008 года Fat Joe добавил видео на песню «300 Brolic» на своей странице в MySpace, а в мае был выпущен следующий сингл — «Ain't Sayin' Nothin'». 
Альбом дебютировал на 6 позиции в чарте Billboard 200 с 46 000 проданными копиями.

## Список композиций
| #  | Название                                                              | Продюсер(ы)                               | Время | Samples |
| -- | --------------------------------------------------------------------- | ----------------------------------------- | ----- | ------- |
| 1  | «The Fugitive»                                                        | StreetRunner                              | 3:58  |         |
| 2  | «Ain't Sayin' Nothin'» (feat. Dre / Plies)                            | Cool & Dre                                | 3:38  |         |
| 3  | «The Crackhouse» (из саундтрека Grand Theft Auto 4) (feat. Lil Wayne) | Steve Morales                             | 3:33  |         |
| 4  | «Cocababy» (feat. Jackie Rubio)                                       | Danja                                     | 3:26  |         |
| 5  | «Get It for Life» (feat. Poo Bear)                                    | DJ Khaled                                 | 3:28  |         |
| 6  | «Drop» (feat. Swizz Beatz)                                            | Swizz Beatz                               | 3:00  |         |
| 7  | «I Won't Tell» (feat. J.Holiday)                                      | LV, Sean C, & Mario Winans for The Hitmen | 3:47  |         |
| 8  | «K.A.R. (Kill All Rats)»                                              | Cool & Dre                                | 4:00  |         |
| 9  | «300 Brolic»                                                          | LV & Sean C for The Hitmen                | 3:11  |         |
| 10 | «Preacher on a Sunday Morning» (feat. Pooh Bear)                      | Scott Storch                              | 3:28  |         |
| 11 | «My Conscience» (feat. KRS-One)                                       | The Alchemist                             | 4:11  |         |
| 12 | «That White»                                                          | DJ Premier                                | 3:12  |         |
| 13 | Whatchuu Got (Японский и iTunes бонус-трек) (feat. Rick Ross)         | The Runners                               | 4:20  |         |

## Чарты
| Чарт (2008)                           | Позиция |
| ------------------------------------- | ------- |
| U.S. Billboard 200                    | 6       |
| U.S. Billboard Top R&B/Hip-Hop Albums | 3       |